# Tatitlek, Alaska
Tatitlek, Alaska (енгл. Tatitlek) насељено је место без административног статуса у америчкој савезној држави Аљаска.

## Демографија
По попису из 2010. године број становника је 88, што је 19 (-17,8%) становника мање него 2000. године.
| Група             | 2000.      | 2010.      |
| Белци             | 15 (14,0%) | 27 (30,7%) |
| Афроамериканци    | 0 (0,0%)   | 0 (0,0%)   |
| Азијати           | 1 (0,9%)   | 1 (1,1%)   |
| Хиспаноамериканци | 0 (0,0%)   | 3 (3,4%)   |
| Укупно            | 107        | 88         |